# オレステス・デストラーデ
オレステス・デストラーデ・ククアス（Orestes Destrade Cucuas、1962年5月8日 - ）は、キューバ出身の元プロ野球選手（内野手・右投両打）、野球解説者。

## 経歴

### NYY、PIT時代
フィデル・カストロ統治時代のキューバで産まれ、5歳の時に家族とともにメキシコを経由してアメリカ合衆国に亡命した。当初は叔父の住むニューヨークに住み、英語の話せない父はタクシー運転手、大学の教員だった母はスペイン語教師をしていたが、生活は苦しかった。このため、9歳の時に一家はキューバ人亡命者のコミュニティがあるフロリダ州マイアミに移住している。
マイアミで野球を始めてフレッド・マグリフらと仲良くなったが、高校時代は目立った実績を挙げていない。デストラーデは野球を始めた時から右打ちだったが、元来左利きであるため左打者に転向したことがあったものの、左投手の変化球にタイミングを崩され、左投手のときだけ右打ちに戻すようになったことで両打ちになった。タンパにあるフロリダ短期大学に進むと、野球とバスケットボールに夢中になった。この間、実家から離れた事で精神的に成長したという。同校では58試合で23本塁打を放ち、フロリダ州の短期大学のシーズン記録を更新した。この活躍で注目され、1981年にニューヨーク・ヤンキースと契約した。しかしマイナーリーグで右足の靭帯断裂と骨折という重傷を負い、一時は選手生命が終わったと感じるなど、1987年9月11日のメジャーデビューまでに約8年間を要した。
1988年5月30日、ヒッポリト・ペーニャとのトレードでピッツバーグ・パイレーツに移籍。同年はAAAのバッファロー・バイソンズで4番を務め、5月には2度の1試合4安打、6月には4試合連続本塁打を記録している。9月11日の対フィリーズ戦ではスティーブ・ベドローシアンからMLB初の本塁打を放っている。同年にNPBの中日ドラゴンズからオファーがあったというが、まだメジャーでのプレイを希望していたため断った。
1989年は阪神タイガース監督の村山実が獲得を希望してデストラーデと食事までしていたが、フロントの拒否によって破談となった。その後バイソンズでプレーしていたところ、チームの主砲を務めていたタイラー・バン・バークレオの不振を受けてアメリカで選手を探していた西武ライオンズ球団管理部長の根本陸夫がオファーを出し、外国人選手としては格安の年俸3250万円（推定）で入団契約を結んだ。

### 西武時代
6月7日に来日すると環境に慣れるために二軍スタートとなったが、バークレオの極度のスランプのため予定を早めて一軍に昇格し、NPBデビュー戦となった6月20日の対オリックス・ブレーブス戦でいきなり本塁打を放った。その後10試合ほどはNPBへの適応に苦しんだが、7月には3試合連続本塁打を記録するなど、清原和博の故障を補う活躍を見せた。8月13日の対オリックス戦では佐藤義則からサヨナラ満塁本塁打を放ち、9月には打率.232ながら8本塁打、19打点で初の月間MVPを受賞している。同年は83試合で32本という驚異的なペースで本塁打を量産した。打率こそ低かったものの打点は81とチャンスに強いところを見せ、シーズンを通じて出場すれば打撃タイトルも取れただろう、と球団首脳から高い評価を受けた。
翌1990年はマウイ島でのキャンプに初日から参加し、日本人選手たちと全く同じ練習メニューをこなした。しかし、このキャンプではランニングの量が多く、当時105kgあった体重が90kgまで萎んでしまうのではないかと感じたというが、監督の森祇晶から「いいよ。必要なだけ練習したら上がって」と言ってくれたという。この年はシーズン序盤から好調な打撃を見せた。チームが8連敗して迎えた6月16日の対福岡ダイエーホークス戦では同点の延長11回に山内孝徳からサヨナラ3点本塁打を放つなど、ピンチを切り抜ける活躍をたびたび見せた。8月16日の対オリックス・ブレーブス戦では左右両打席を含む3打席連続本塁打を放つなど、石嶺和彦や清原らを猛追して最多本塁打のタイトルを獲得し、打点王との二冠に輝いている。
読売ジャイアンツと対戦した同年の日本シリーズでは、初戦の第1打席で槙原寛己から特大の3点本塁打を放ち、シリーズの流れを引き寄せた。この打席は0ストライク3ボールになったら真ん中のストレートだけを狙うようにコーチの広野功から指示を出されており、その通りに打ったといい、デストラーデ自身「生涯最高の本塁打」と振り返っている。第2戦でも東京ドームの上段まで飛び込む本塁打を斎藤雅樹から放つなど、2安打2打点を記録した。このシリーズで西武は4連勝で日本一となり、デストラーデは16打数6安打8打点の活躍でシリーズMVPに選出された。同年オフにはMLBの複数の球団からオファーを受けたが西武との交渉を最優先させ、倍増の年俸1億3000万円（推定）で契約を更改した。
1991年は4月に3試合連続本塁打を放つなどチームの開幕からの連勝に貢献し、シーズンでは2年連続で最多本塁打と打点王の二冠を獲得し、同年のパ・リーグベストナインに指名打者として選出された。広島東洋カープとの同年の日本シリーズでは、2年連続となる初戦第1打席本塁打を佐々岡真司から放ち、第2戦では川口和久から2点本塁打を打ってこの試合唯一の打点を挙げている。
1992年は初のオールスターゲームに出場し、第2戦では4番打者、第3戦では5番打者としてスタメンで起用されたが、ともに4打数無安打に終わっている。同年の夏場は不振が続き、7月から8月にかけて22試合本塁打が出なかった。最終的には3年連続となる最多本塁打のタイトルを獲得している。ヤクルトスワローズとの同年の日本シリーズでは、第1戦で3年連続となる第1打席本塁打を含む2本塁打を岡林洋一から放った。第3戦では2安打を放ち、全7戦でシリーズタイ記録となる8得点を記録している。
シーズン終了後、MLB新球団のフロリダ・マーリンズのスカウトとして来日していたカルロス・ポンセから高い評価を受け、12月15日に移籍を決めた。2年契約で350万ドル（当時のレートで約4億4,000万円、推定）+130試合の出場をクリアするとボーナス50万ドル、という契約条件だったとマイアミ・ヘラルドで報じられている。なお金銭面も含めて西武には全く不満がなく、地元フロリダの球団でなければMLBには復帰しなかった、と語っている。

### FLA時代
地元マイアミ出身としてファンから歓迎され、同じくNPBから復帰して活躍したセシル・フィルダーのような働きを期待され、1993年の開幕戦では4番・一塁手を務めている。オールスターゲームまでの成績は打率.250、7本塁打、43打点だったが、6月にゲイリー・シェフィールドが移籍してきてマークが分散したこともあり、夏場に復調してシーズン通算ではチームトップの20本塁打、87打点となった。一方、同年は一塁手としてナ・リーグ最多の19失策を記録している。
1994年はリーグの一塁手最低の打率.208と極度の不振に陥り、5月22日の対カージナルス戦で大乱闘を引き起こした後、5月24日にウェイバー公示にかけられている。マーリンズではキューバ人コミュニティなど地元から大きな期待を受けて、プレッシャーを感じていたという。ロッド・ブリューワの不振もあって任意引退選手となっていた西武への復帰も予想されたが、娘の病気などもあって同年中はマイナーでもプレーせず、未所属のまま過ごした。同年10月の日本シリーズ期間中に西武オーナーの堤義明が再契約の意向を表明し、12月15日に年俸2億円（推定）で入団契約を結んでいる。

### 西武復帰・現役引退後
翌1995年には西武に復帰したが、半年以上のブランクがあり、また明らかな体重オーバーで往年の姿には程遠かった、と大塚光二に評されている。春季キャンプでは右膝を痛め、オープン戦が始まっても打撃の調子は上向かなかった。42試合に出場して5本塁打、20打点と期待ほどの成績を残せず、夫人との離婚や子供の養育について話しあうため、6月9日に退団を表明した。年俸については出場した分だけの支払いで合意し、本拠地での最終出場となった6月11日の西武球場での対千葉ロッテマリーンズ戦の試合後、ファンに別れのあいさつをしている。
帰国後はタンパベイ・デビルレイズでコミュニティ開発ディレクターを務め、タンパでヒスパニック系のコミュニティを訪問したり講演、野球教室などを行った。また、1996年には西武とデビルレイズの提携交渉にも携わっている。1997年には東京ドームでホームラン競争に参加し、ブランクにもかかわらずホームランを打てたことでDHとして復帰するためのトレーニングを一時は真剣に検討した。
プロ野球マスターズリーグでは東京ドリームスでプレーし、2002-2003年には本塁打王となっている。その後は野球解説者を務め、2009年にはWBC東京ラウンドの解説のため、来日している。

## 選手としての特徴
NPB初のスイッチヒッターでの本塁打王となるなど、左右両打席から本塁打を量産し、1980年代から1990年代前半の西武黄金期で最も印象に残った外国人選手とも言われる。秋山幸二・清原和博と構成したクリーンナップはAKD砲と呼ばれ、他球団に恐れられた。日本シリーズでは3年連続で初戦の第1打席に本塁打を放つなど、勝負強さと集中力を高く評価され、ミスター・コンセントレーションとも呼ばれた。左投手に強く、特に1990年当時オリックスに在籍していたガイ・ホフマンに対し、同一投手から一シーズン本塁打8本（サヨナラ本塁打を含む）を記録している。ただし、同僚であった清原和博は「デストラーデには、いつも負けてたんですけど。あいつ勝負どころで全然打たないんですよ。優勝が決まって消化試合になると10本ぐらい打ったりしているんですよ」とデストラーデの勝負強さを否定している。
シーズン2桁盗塁の経験が3度あるなど、走塁技術もあった。もともと一塁手だったが西武では清原和博がいたため主に指名打者としての出場が多かった。しかし、指名打者制がない日本シリーズでのセ・リーグチームの本拠地で行われる試合で一塁守備に就いた際は緩慢な動きが見られ、MLB復帰後もDH制のないナ・リーグでネックとなった。また1991年にスライディングの際に尾てい骨を圧迫骨折し、その後は背中の痛みが取れず毎日守備につくことが困難になっていた。1992年の日本シリーズでは左翼手としても起用されている。1989年6月20日から1992年8月5日にかけては423試合連続出場を果たしており、これはパ・リーグ外国人選手最長記録（2011年現在）である。
高校時代は投手もしており、1995年5月9日に富山市民球場アルペンスタジアムで行われた対オリックス戦では、0-9とリードされた8回裏二死から投手として登板した。高田誠に三塁打を打たれた後、トロイ・ニールと藤井康雄に四球を与え、結局一死も奪えずに降板した。監督の東尾修は「点差も離れていたのでファンサービスのつもりで登板させた」と話している。なお、デストラーデ自身は登板には驚いたものの楽しんでいたという。投手としての登板はこれだけであるため、NPBでの投手としての成績は自責点0と投球回数0/3で、通算防御率が計算不能である。

### NPBについての考え
日本で対戦した投手については、「野茂英雄はNPB最高の投手、村田兆治はマウンドからオーラを感じられるほどの生きる伝説」と評している。2人とも変則的な投球フォームに加えてフォークボールを投げるため打ちにくかったという。野茂との対戦成績は79打数12安打、打率.151と非常に悪く、デストラーデ曰く「カッコ悪いスイングで三振して帰ると、森監督から『おい、オレさん。野茂にはノーチャンスだろう。次はオフにしてあげるよ』と笑って言われました」といい、1991年には一軍ヘッドコーチの黒江透修が代打を送ることまで考えた。ただし、コーチの広野功からは「野茂のお尻に集中すればボールを見極められる」とアドバイスされるなどいつも励ましてくれたといい、1991年の試合で野茂から場外本塁打を打った時には広野に感謝の気持ちを込めてハグをしたという。また野手については、「ブーマー・ウェルズはNPBの歴代外国人で最高の選手、秋山幸二はMLBのどの球団でも主力として活躍できる」と語っている。
西武では毎試合前に行う長時間のミーティングが苦痛で、聞き流していた。試合時間が長いことや審判の威厳や技術レベルが低い点については他の外国人選手同様に不満を感じていたが、日本のスタイルを尊重しながら自分の持ち味を出すことを心がけたという。川崎球場や藤井寺球場など古い球場も残っており、ロッカールームは悪臭もしたが、落ち着いてコーヒーを飲める場所を確保して打席が回ってくるまで集中力を高めていた。

## 人物
日本での愛称は「オーレ」「カリブの怪人」。アメリカでは「オー」と呼ばれた。
物静かな風貌でメガネをかけており、初来日時は牧師のようだと評されていた。4歳年上の兄は弁護士をしており、一時は自身も同じ進路を目指していた。通訳とマンツーマンで日本語を習得し、辻発彦らと遠征先でカラオケに行くなど積極的にチームに溶け込んだ。森昌子の『越冬つばめ』が得意で、練習中も意味不明の歌を口ずさむ、辻と志村けんのモノマネをするなどしてチームメイトを笑わせていたという。
西武時代の印象に残っている選手として石毛宏典を挙げている。デストラーデは石毛について「彼は野球観に優れていて、守備ではリーダーとして内野手も外野手も的確な位置に動かしていました」と評し、来日3年目の時には調子に乗っていたというが、それでも石毛の言うことは聞いていたと振り返っている。
日本では本塁打を放った後に「Boom!」と叫びながら、軽くステップを踏んで弓をひくようなガッツポーズをするのが有名だった。アメリカでは侮辱とも取られるためほとんどしなかったが、日本ではむしろ周囲に期待され、特に子供から喜ばれたため進んで行っていた。しかし、解説者になってからはそのポーズを番組の締めに行うことが多かったためか、タンパベイ・レイズの選手を中心にアレンジを加えたデストラーデポーズが行われている。
大学でもプレーしていたバスケットボールが趣味で、フロリダ・マーリンズ時代は自宅のバスケットゴールで毎朝シュート練習をしていた。シカゴ・ブルズ、ニューヨーク・ニックスとフェニックス・サンズのファンで、もし身長があと10cm高かったら野球ではなくバスケットボールを選んでいただろう、と語っている。デストラーデは1986年から1988年、1990年から1992年にかけて2度3年連続日本一を達成した西武をシカゴ・ブルズに例え、「ジョーダンは史上最高のアスリートでしたが、それでも一人の力だけで三連覇はできなかったでしょう。ブルズではフィル・ジャクソンという優秀なヘッドコーチがいて、デニス・ロッドマンやスコッティ・ピッペンがジョーダンをサポートしました。ライオンズも、中心には秋山幸二、清原和博、そして私の『AKD砲』がいましたが、森監督というジャクソンのような指揮官がいて、ブルズよりも優秀なサポート役の選手たちがいました」と述べている。
その他の趣味としてコンピュータいじりや読書、映画鑑賞を挙げ、試合前には探偵小説などをベンチで読んでいた。また、同じサンティアーゴ・デ・クーバ出身のホセ・ナポレスを尊敬し、伝記などナポレスにまつわる本はほぼ読破したという。

## 詳細情報

### 年度別打撃成績
| 年 度    | 球 団    | 試 合 | 打 席 | 打 数 | 得 点 | 安 打 | 二 塁 打 | 三 塁 打 | 本 塁 打 | 塁 打 | 打 点 | 盗 塁 | 盗 塁 死 | 犠 打 | 犠 飛 | 四 球 | 敬 遠 | 死 球 | 三 振 | 併 殺 打 | 打 率 | 出 塁 率 | 長 打 率 | O P S |
| -------- | -------- | ----- | ----- | ----- | ----- | ----- | -------- | -------- | -------- | ----- | ----- | ----- | -------- | ----- | ----- | ----- | ----- | ----- | ----- | -------- | ----- | -------- | -------- | ----- |
| 1987     | NYY      | 9     | 24    | 19    | 5     | 5     | 0        | 0        | 0        | 5     | 1     | 0     | 0        | 0     | 0     | 5     | 0     | 0     | 5     | 1        | .263  | .417     | .263     | .680  |
| 1988     | PIT      | 36    | 53    | 47    | 2     | 7     | 1        | 0        | 1        | 11    | 3     | 0     | 0        | 0     | 1     | 5     | 0     | 0     | 17    | 0        | .149  | .226     | .234     | .460  |
| 1989     | 西武     | 83    | 359   | 292   | 56    | 75    | 12       | 0        | 32       | 183   | 81    | 4     | 0        | 0     | 6     | 59    | 4     | 2     | 75    | 7        | .257  | .379     | .627     | 1.006 |
| 1990     | 西武     | 130   | 552   | 476   | 81    | 125   | 19       | 0        | 42       | 270   | 106   | 10    | 5        | 0     | 3     | 70    | 3     | 3     | 165   | 7        | .263  | .359     | .567     | .926  |
| 1991     | 西武     | 130   | 544   | 437   | 90    | 117   | 21       | 0        | 39       | 255   | 92    | 15    | 5        | 0     | 4     | 100   | 5     | 3     | 119   | 5        | .268  | .404     | .584     | .988  |
| 1992     | 西武     | 128   | 548   | 448   | 87    | 119   | 19       | 0        | 41       | 261   | 87    | 12    | 8        | 0     | 2     | 95    | 3     | 3     | 125   | 9        | .266  | .396     | .583     | .979  |
| 1993     | FLA      | 153   | 637   | 569   | 61    | 145   | 20       | 3        | 20       | 231   | 87    | 0     | 2        | 1     | 6     | 58    | 8     | 3     | 130   | 17       | .255  | .324     | .406     | .730  |
| 1994     | FLA      | 39    | 152   | 130   | 12    | 27    | 4        | 0        | 5        | 46    | 15    | 1     | 0        | 0     | 1     | 19    | 1     | 2     | 32    | 2        | .208  | .316     | .354     | .670  |
| 1995     | 西武     | 46    | 188   | 163   | 17    | 40    | 6        | 1        | 6        | 66    | 23    | 1     | 1        | 0     | 1     | 24    | 1     | 0     | 45    | 6        | .245  | .340     | .405     | .745  |
| MLB：4年 | MLB：4年 | 237   | 866   | 765   | 80    | 184   | 25       | 3        | 26       | 293   | 106   | 1     | 2        | 1     | 8     | 87    | 9     | 5     | 184   | 20       | .241  | .319     | .383     | .702  |
| NPB：5年 | NPB：5年 | 517   | 2191  | 1816  | 331   | 476   | 77       | 1        | 160      | 1035  | 389   | 42    | 19       | 0     | 16    | 348   | 16    | 11    | 529   | 34       | .262  | .381     | .570     | .951  |

- 各年度の太字はリーグ最高

### 年度別投手成績
| 年 度    | 球 団    | 登 板 | 先 発 | 完 投 | 完 封 | 無 四 球 | 勝 利 | 敗 戦 | セ 丨 ブ | ホ 丨 ル ド | 勝 率 | 打 者 | 投 球 回 | 被 安 打 | 被 本 塁 打 | 与 四 球 | 敬 遠 | 与 死 球 | 奪 三 振 | 暴 投 | ボ 丨 ク | 失 点 | 自 責 点 | 防 御 率 | W H I P |
| -------- | -------- | ----- | ----- | ----- | ----- | -------- | ----- | ----- | -------- | ----------- | ----- | ----- | -------- | -------- | ----------- | -------- | ----- | -------- | -------- | ----- | -------- | ----- | -------- | -------- | ------- |
| 1995     | 西武     | 1     | 0     | 0     | 0     | 0        | 0     | 0     | 0        | --          | ----  | 3     | 0.0      | 1        | 0           | 2        | 0     | 0        | 0        | 0     | 0        | 0     | 0        | ----     | ----    |
| NPB：1年 | NPB：1年 | 1     | 0     | 0     | 0     | 0        | 0     | 0     | 0        | --          | ----  | 3     | 0.0      | 1        | 0           | 2        | 0     | 0        | 0        | 0     | 0        | 0     | 0        | ----     | ----    |

### タイトル
NPB
- 本塁打王：3回（1990年 - 1992年） ※NPBのスイッチヒッター史上最多
- 打点王：2回（1990年、1991年） ※NPBのスイッチヒッター史上唯一

### 表彰
NPB
- ベストナイン：3回（1990年 - 1992年） ※指名打者部門で3年連続選出はデストラーデのみ、3度受賞は門田博光に次ぐ歴代2位
- 月間MVP：1回（1989年9月）
- 日本シリーズMVP：1回（1990年）

### 記録
NPB初記録
打撃記録
- 初出場・初先発出場：1989年6月20日、対オリックス・ブレーブス11回戦（阪急西宮球場）、5番・指名打者として先発出場
- 初安打・初打点・初本塁打：同上、3回表にガイ・ホフマンから2ラン

投手記録
- 初登板：1995年5月9日、対オリックス・ブルーウェーブ4回戦（富山市民球場アルペンスタジアム）、8回裏2死に救援登板、1被安打2与四球で降板

NPB節目の記録
- 100本塁打：1991年8月17日、対オリックス・ブルーウェーブ22回戦（西武ライオンズ球場）、7回裏に星野伸之から2ラン ※史上167人目
- 150本塁打：1992年9月29日、対日本ハムファイターズ21回戦（東京ドーム）、9回表に白井康勝からソロ ※史上96人目

NPBその他の記録
- オールスターゲーム出場：1回（1992年）
- 最遅初三塁打：2066打席目 ※プロ野球記録

### 背番号
- 53（1987年）
- 2（1988年）
- 39（1989年 - 1995年）

## 関連情報

### 出演
映画
- 僕たちのプレイボール（2010年5月15日、ゴー・シネマ） - 友情出演